# Hjem kære hjem
Hjem kære hjem (internationaler Titel: Home Sweet Home) ist ein dänischer Spielfilm von Frelle Petersen aus dem Jahr 2025.

## Handlung
Die alleinerziehende Mutter Sofie beginnt in der Altenpflege zu arbeiten. Sie ist als mobile Seniorenpflegerin unterwegs. Schnell wird ihr klar, wie hart und herausfordernd diese Tätigkeit ist. Sofie fällt es immer schwerer den Beruf und das Privatleben mit ihrer Tochter Clara in Einklang zu bringen.

## Produktion
Der Film wurde von Jonas Bagger produziert und von der EU mit 45.000 Euro gefördert.

## Veröffentlichung
Die Weltpremiere von Hjem kære hjem erfolgte am 14. Februar 2025 im Rahmen der 75. Internationalen Filmfestspiele Berlin. Dort wurde das Werk in die Sektion Panorama aufgenommen.  In ihrem Online-Katalog priesen die Veranstalter den Beitrag als „Präzise, authentische Darstellung eines Berufszweigs, der in der öffentlichen Wahrnehmung weitgehend unsichtbar“ bleibe.
Ein regulärer Kinostart in Dänemark ist für den 19. Juni 2025 geplant.

## Auszeichnungen
- 2025: 3. Platz beim Panorama Publikumspreis der Berlinale in der Kategorie Spielfilm[4]